# Nolan Sweeney
Nolan Sweeney (12 gennaio 2004) è uno sciatore alpino statunitense.

## Biografia
Specialista delle prove tecniche attivo dal febbraio del 2022, in Nor-Am Cup Nolan Sweeney ha esordito il 14 febbraio 2022 a Burke Mountain in slalom gigante, senza completare la prova, e ha conquistato il primo podio il 30 gennaio 2025 a Lake Louise nella medesima specialità (3º); non ha debuttato in Coppa del Mondo e non ha preso parte a rassegne olimpiche o iridate.

## Palmarès

### Nor-Am Cup
- Miglior piazzamento in classifica generale: 58º nel 2025
- 1 podio:
  - 1 terzo posto